# Xã Crocus, Quận Towner, Bắc Dakota
Xã Crocus (tiếng Anh: Crocus Township) là một xã thuộc quận Towner, tiểu bang Bắc Dakota, Hoa Kỳ. Năm 2010, dân số của xã này là 44 người.